# Constantine (jeu vidéo)
Pour les articles homonymes, voir Constantine.
Constantine est un jeu vidéo d'action-aventure développé par Bits Studios et édité par THQ, sorti en 2005 sur Windows, PlayStation 2 et Xbox.
Il est basé sur le film du même nom.

## Accueil
- Jeuxvideo.com : 9/20[1] - 8/20 (PC)[2]